# Quercus wislizeni
Espèce
Classification phylogénétique

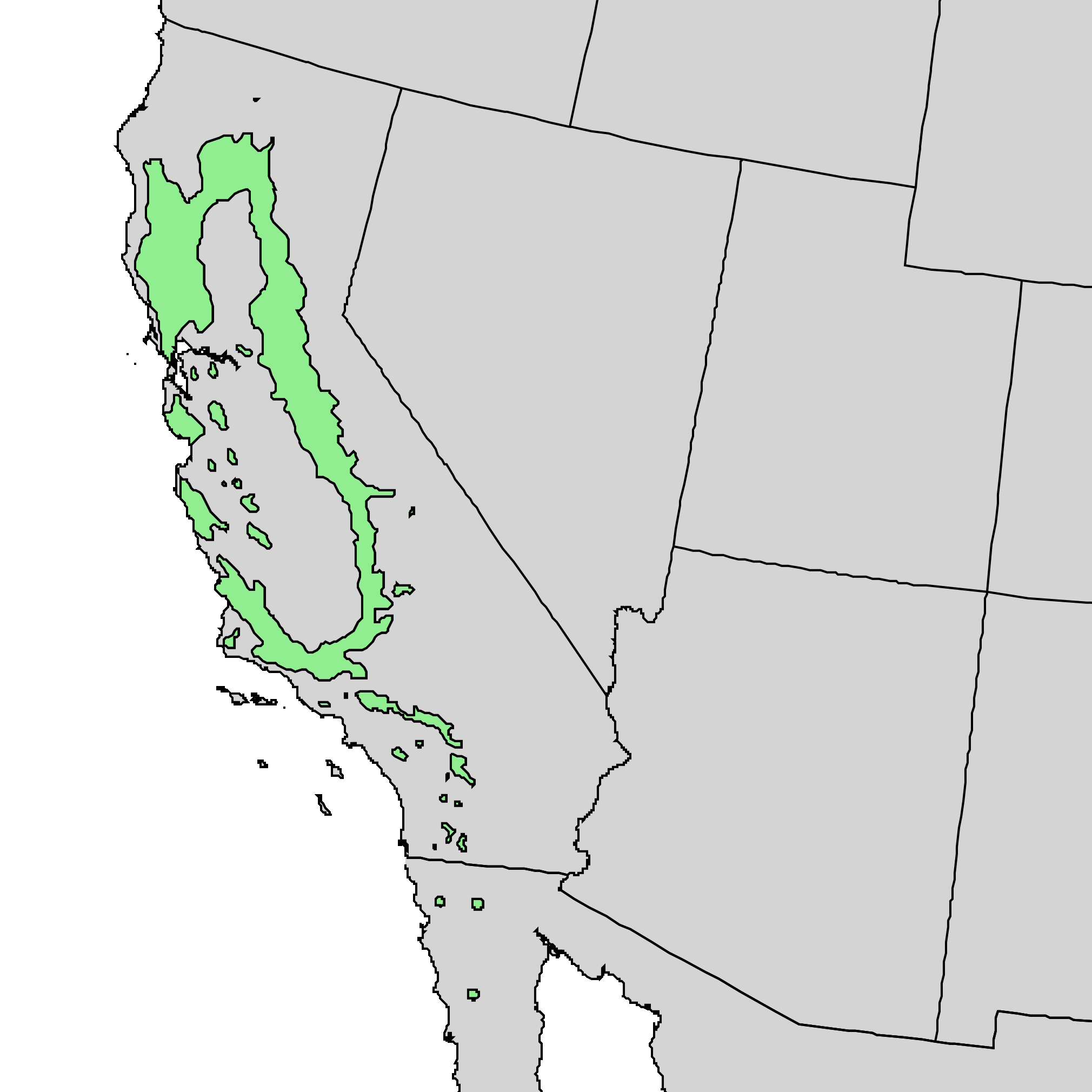
Distribution naturelle.

Quercus wislizeni est une espèce d'arbres de la famille des Fagaceae. 
Ce chêne a des feuilles persistantes. Son port est très variable, il est souvent arbustif. On le rencontre dans de vastes zones en Californie aux États-Unis. Il est également endémique du nord de la Basse-Californie. Il se trouve généralement au pied des collines, et est plus abondant en basse altitude de la Sierra Nevada, mais il est aussi répandu dans chaînes côtières du Pacifique et dans les San Gabriel Mountains.
C'est un buisson, un arbuste, voire un arbre, atteignant jusqu'à 22 m de hauteur. Les feuilles vert sombre sont généralement petites, mesurant 2,5 à 7 cm en longueur et 2 à 5 cm en largeur. Elles sont épaisses et souvent dentées et épineuses, particulièrement sur les jeunes arbres. Les fleurs sont des chatons. Les glands mesurent 1 à 2 cm de long et murissent 18 mois après la floraison.
Ce chêne est classifié dans la section des chênes rouges (Quercus sect. Lobatae). Plusieurs espèces hybrides entre ce chêne et d'autres espèces ont été décrites. Les hybrides avec Quercus agrifolia sont connus dans de nombreuses zones de la Californie côtière. Il s'hybride également avec Quercus dumosa et Quercus kelloggii. Toutes ces espèces montrent des preuves d'introgression les unes avec les autres.